# Gentle Giant
Gentle Giant (укр. Ніжний велетень) — британський рок-гурт напрямку прогресивний рок, активний у 1970-х — 1980-х роках. Разом із гуртами Yes та King Crimson ця група визначила мистецькі межі напрямку, однак не досягала такого успіху, як вони. Натхнені древніми філософами, власним досвідом і працями Франсуа Рабле, учасники групи додержувалися принципу «розширювати межі сучасної попмузики, ризикуючи стати вкрай непопулярними».
Подібно до інших гуртів цього напрямку, музиканти Gentle Giant відрізнялися технічною віртуозністю та новаторським підходом до музичної творчості, а також застосуванням широкого набору акустичних та електронних музичних інструментів. Більшість їх композицій — короткої тривалості, прагнучи стилістичної та структурної довершеності. У музиці Gentle Giant відчуваються впливи класичної, зокрема у використанні нестандартних музичних розмірів, складних мелодій і гармоній (часто дисонівних), використання таких музичних форм, як-от фуга в «On Reflection» і мадригал в «Knots». З іншого боку відчутні впливи етнічної, джазової музики та хард-року.
Більшість альбомів гурту — концептуальні, тексти — переважно філософського змісту. Також гурт відомий розробкою власного музичного інструмента «шульбери» (англ. Shulberry), названого на честь братів Шульманів.

## Склад
- Ґері Ґрін — гітара, мандоліна, вокал, диктофон, бас, ударні, ксилофон (1970—1980)
- Керрі Міннеар — клавішні, вокал (лише на записах), віолончель, вібрафон, ксилофон, диктофон, гітара, бас, барабани (1970–80)
- Дерек Шульман — вокал, саксофон, диктофон, клавішні, бас-гітара, ударні, ударні, шульбери (трьохструнне електроукулеле) (1970—1980)
- Рей Шульман — бас, труба, скрипка, вокал, альта, барабани, перкусія, магнітофон, гітара (1970—1980)
- Джон «Pugwash» Везерс — ударні, перкусія, вібрафон, ксилофон, вокал, гітара (1972—1980)

###### Колишні учасники
- Філ Шульман — вокал, саксофон, труба, мелофон, кларнет, диктофон, ударні (1970—1973)

- Мартін Сміт — ударні, перкусія (1970—1971; помер 1997 року)
- Малькольм Мортімор — ударні, перкусія (1971—1972)

## Дискографія

### Хронологія альбомів
- Gentle Giant[en] (1970, студійний, Vertigo Records)
- Acquiring the Taste[en] (1971, студійний, Vertigo Records)
- Three Friends[en] (1972, студійний, Vertigo Records)
- Octopus[en] (1972, студійний, Vertigo Records)
- In a Glass House[en] (1973, студійний, Vertigo Records)
- The Power and the Glory[en] (1974, студійний, Vertigo Records)
- Free Hand[en] (1975, студійний, Chrysalis Records)
- Interview[en] (1976, студійний, Chrysalis Records)
- Playing the Fool[en] (1977, концертний, Chrysalis Records)
- The Missing Piece[en] (1977, студійний, Chrysalis Records)
- Giant for a Day[en] (1978, студійний, Chrysalis Records)
- Civilian[en] (1980, студійний, Chrysalis Records)

### Відео
- Giant on the Box (DVD) (2005)
- GG at the GG (DVD) (2006)

### Боксові збірки
- Under Construction[en] (1997)
- Scraping the Barrel (2004)